# Universitatea din Amsterdam
Universitatea din Amsterdam
„Universitatea din Amsterdam (UvA) a fost fondată în 1632. Ea este acum una dintre cele mai cuprinzătoare universități din Europa: are 23000 de studenți, 5000 de angajați, un buget de 460 milioane de euro, și șapte mari facultăți care predau medicina dentară, economia, umanistica, dreptul, științele medicale, științele (exacte) și științele sociale (cifre din 2005). Fiecare facultate este condusă de un decan. Învățământul și cercetarea au loc în institute separate. Fiecare facultate are un birou central responsabil pentru administrarea facultății. UvA este una din universitățile din vârful cercetării europene, cu multe doctorate în fiecare an. În iunie 2004, 329 de candidați și-au apărat cu succes teza de doctorat.

Viața în Amsterdam este multiculturală și stimulativă din punct de vedere intelectual. Cei care studiază sau muncesc la UvA trebuie să facă față unei duble provocări, și anume a face față unui conținut intelectual al unui curicul academic cuprinzător și mediului urban minunat al Amsterdamului. UvA are programe undergraduate și graduate în peste 60 de discipline, cu peste 80 de programe de masterat predate în limba engleză. UvA are reputația de a susține cercetarea academică. Cercetări recunoscute internațional ca având calitate de vârf sunt conduse în multe domenii.”—Supliment la o diplomă BSc în sociologie, 2007

## Poziția în topuri
În anul 2009 se situa pe locul 49 în lume în topul QS Quacquarelli Symonds Limited (cunoscut prin The Times Higher Education Supplement) și pe locul 101-151 în topul ARWU (Shanghai Jiaotong University). În anul 2010 UvA se situa pe locul 56 în lume în topul QS.

## Istoric
UvA există începând cu 1632, sub numele de Athenaeum Illustre - școala ilustră - care se afla situată în Agnietenkapel. Atunci Casparus Barlaeus și Gerardus Vossius și-au susținut discursul inaugural.
În 1815 a urmat recunoașterea legală a lui Athenaeum Illustre ca instituție de învățământ superior. Abia în 1877 a fost Atheneaumul organizat drept universitate comunală, primind astfel dreptul de a conferi doctorate.
Profesorii erau inițial numiți de către conducerea comunei Amsterdam. Primarul Amsterdamului a fost președintele conducerii universității până în anul 1961. Din acel moment guvernul regatului a devenit responsabil pentru finanțele ei.
Universitatea din Amsterdam a fost în centrul atenției presei în 1969. Atunci Maagdenhuis, centrul de conducere al universității de pe Spui, a fost ocupat de studenți deoarece ei doreau mai multă influență democratică. În timpul anilor '60, '70 și '80, Universitatea din Amsterdam a fost adesea centrul unor acțiuni naționale ale studenților, inițiate în cele mai multe cazuri de ASVA. Popular, UvA era înainte numită GU, „de Gemeente Universiteit” (Universitatea Comunală).
UvA este una din cele mai mari universități olandeze și pot fi urmate în cadrul ei aproape toate direcțiile de studiu. În 2010 UvA număra circa 30 000 de studenți și aproape 5 000 de angajați. Există în cadrul ei șapte facultăți.

## Personalități

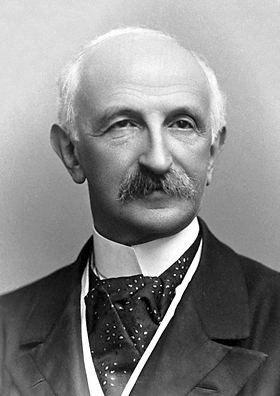
Tobias Asser, Premiul Nobel pentru Pace, 1911
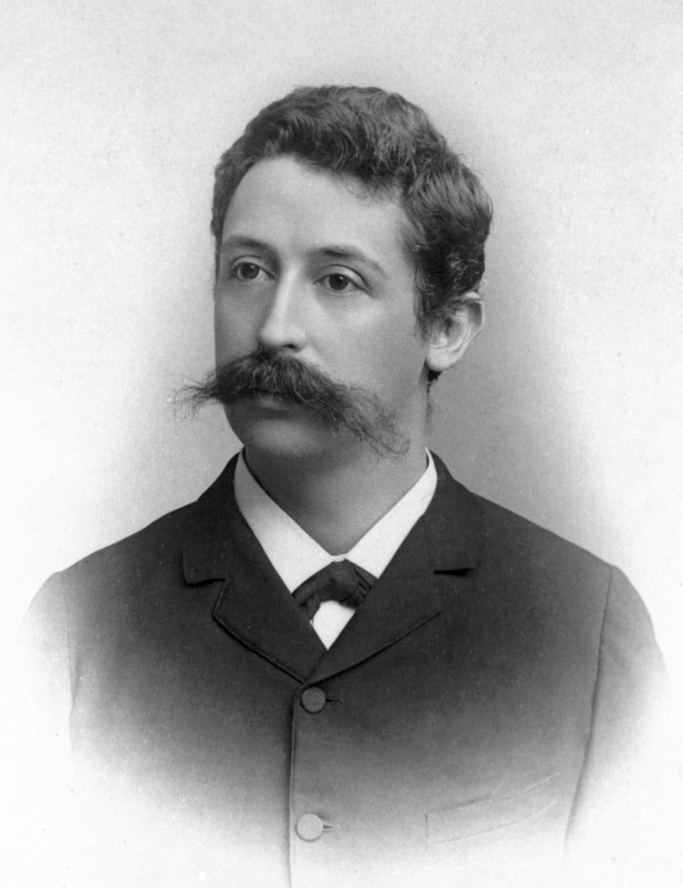
Christiaan Eijkman, Premiul Nobel pentru Medicină, 1929
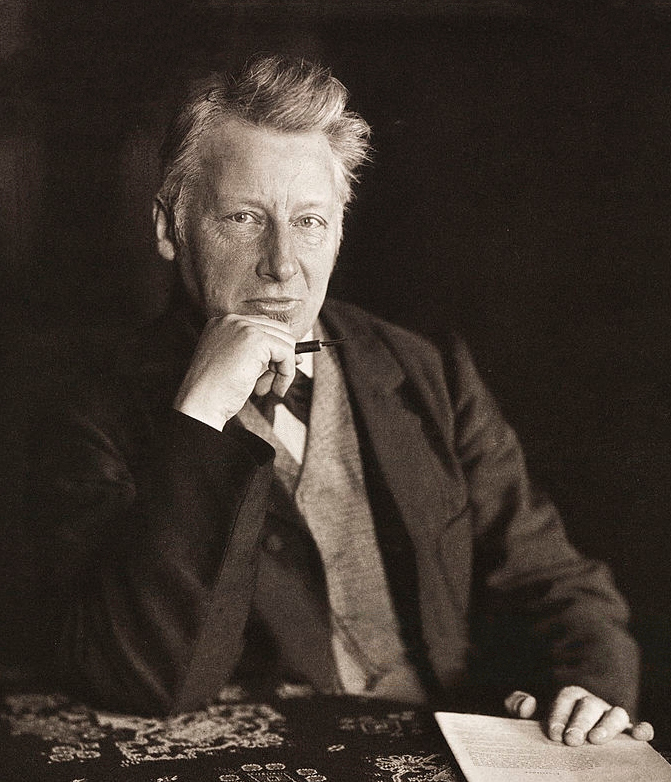
Jacobus Henricus van 't Hoff, Premiul Nobel pentru Chimie, 1901
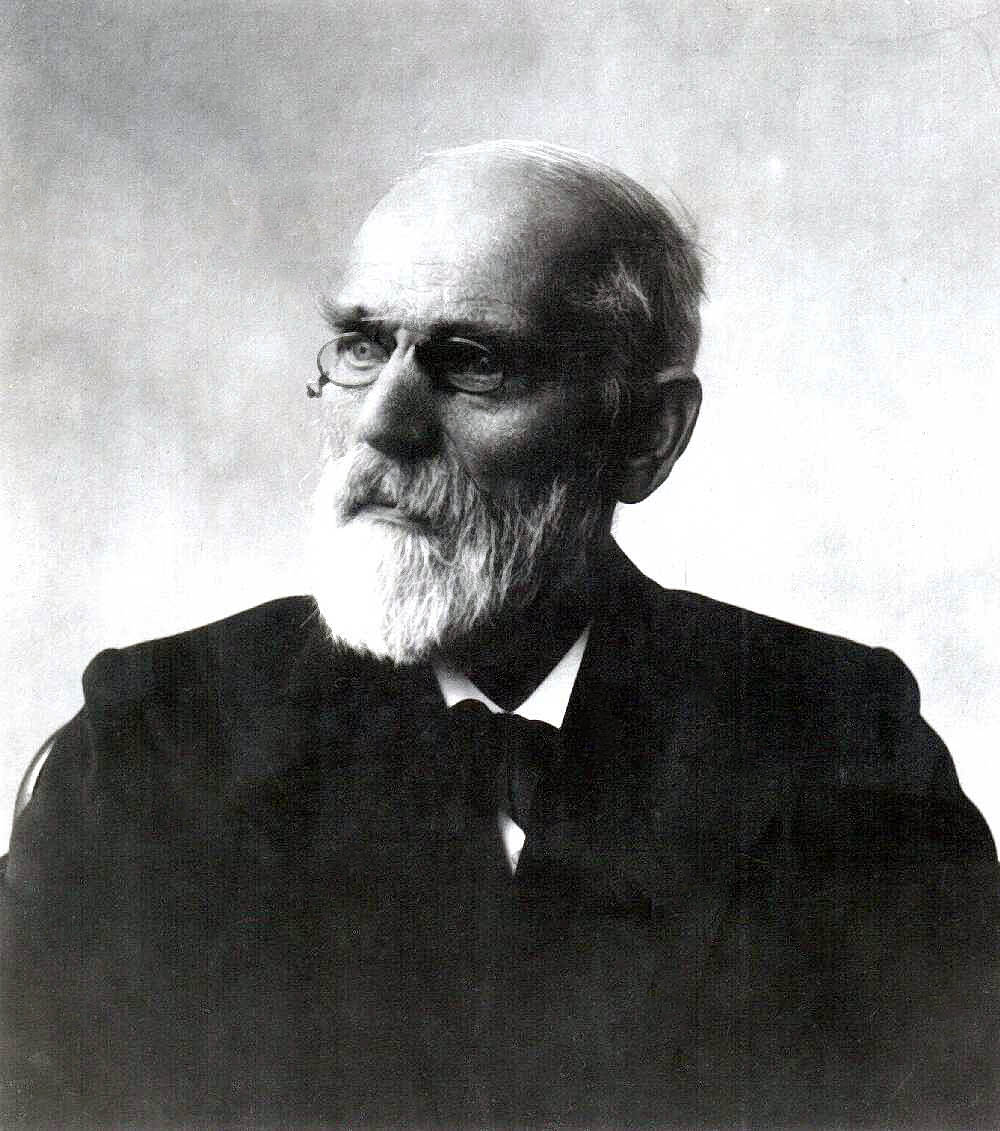
Johannes Diderik van der Waals, Premiul Nobel pentru Fizică, 1910
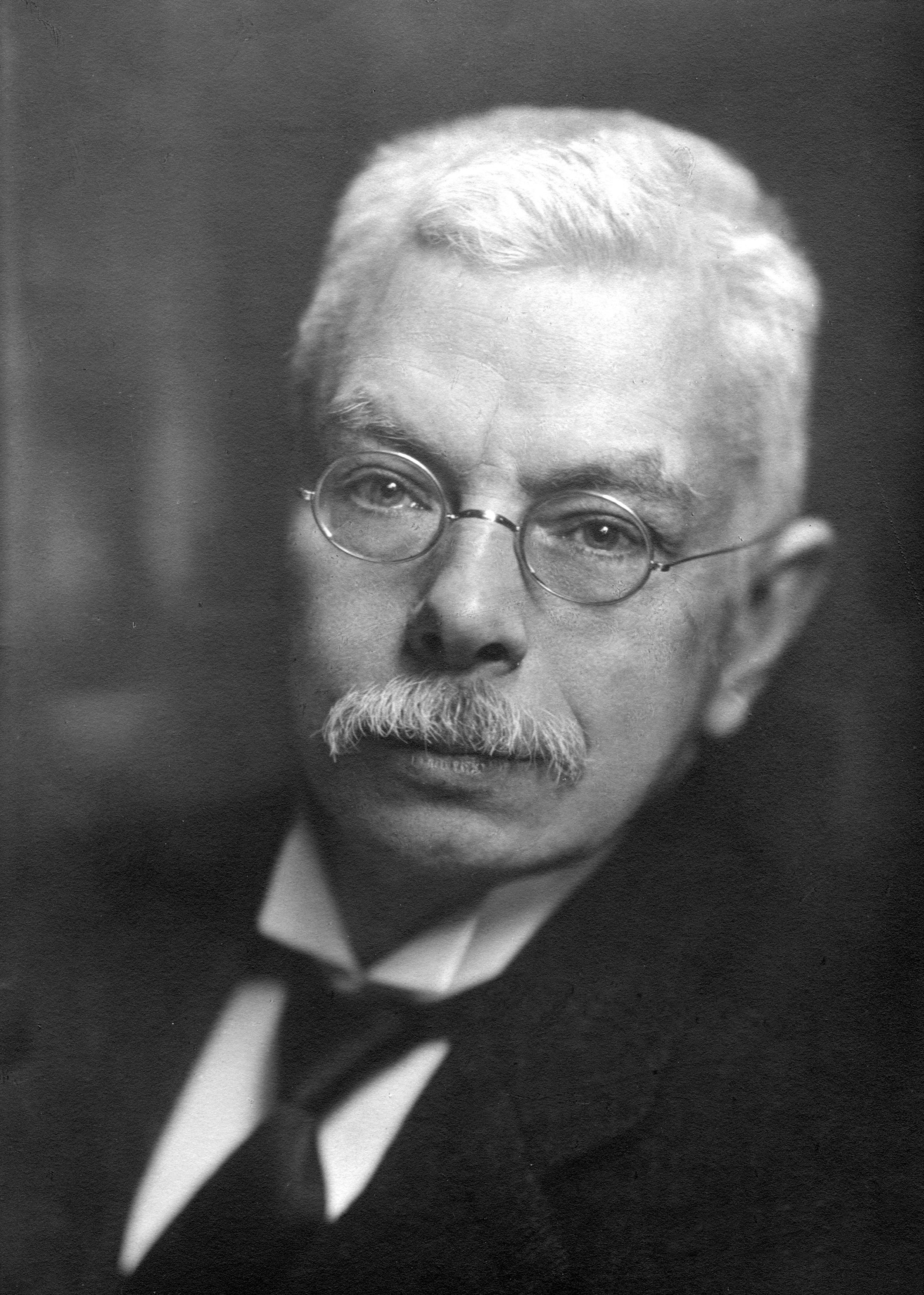
Pieter Zeeman, Premiul Nobel pentru Fizică, 1902
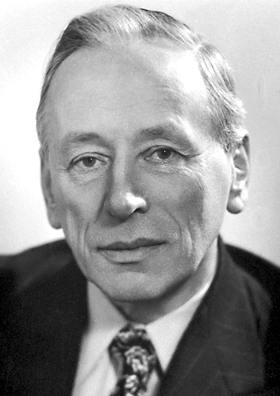
Frits Zernike, Premiul Nobel pentru Fizică, 1953

## Galerie de imagini

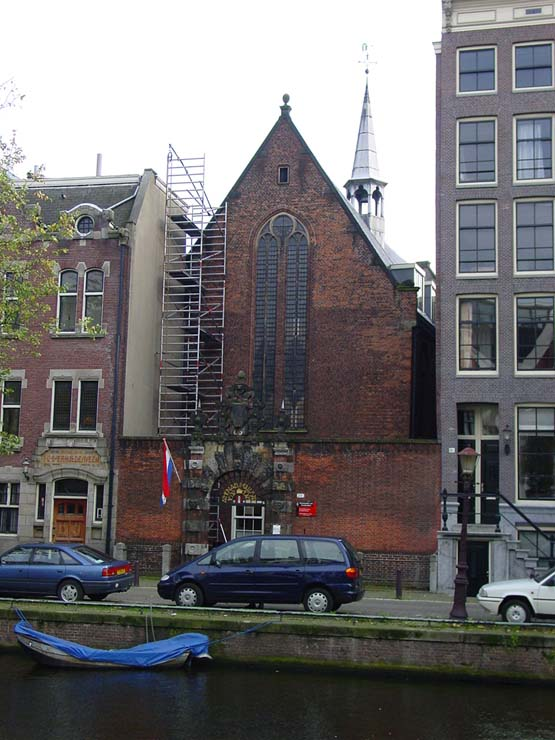
Agnietenkapel pe Oudezijds Voorburgwal
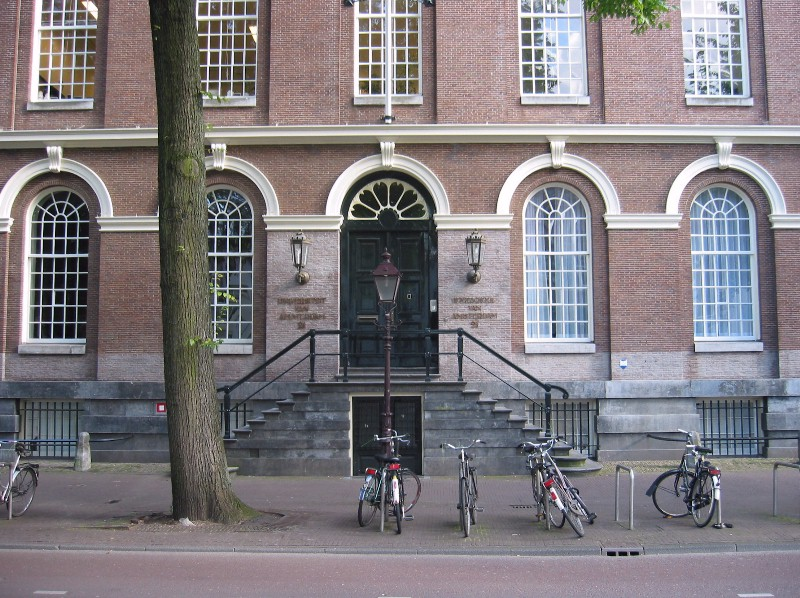
Maagdenhuis, clădirea conducerii UvA de pe Spui
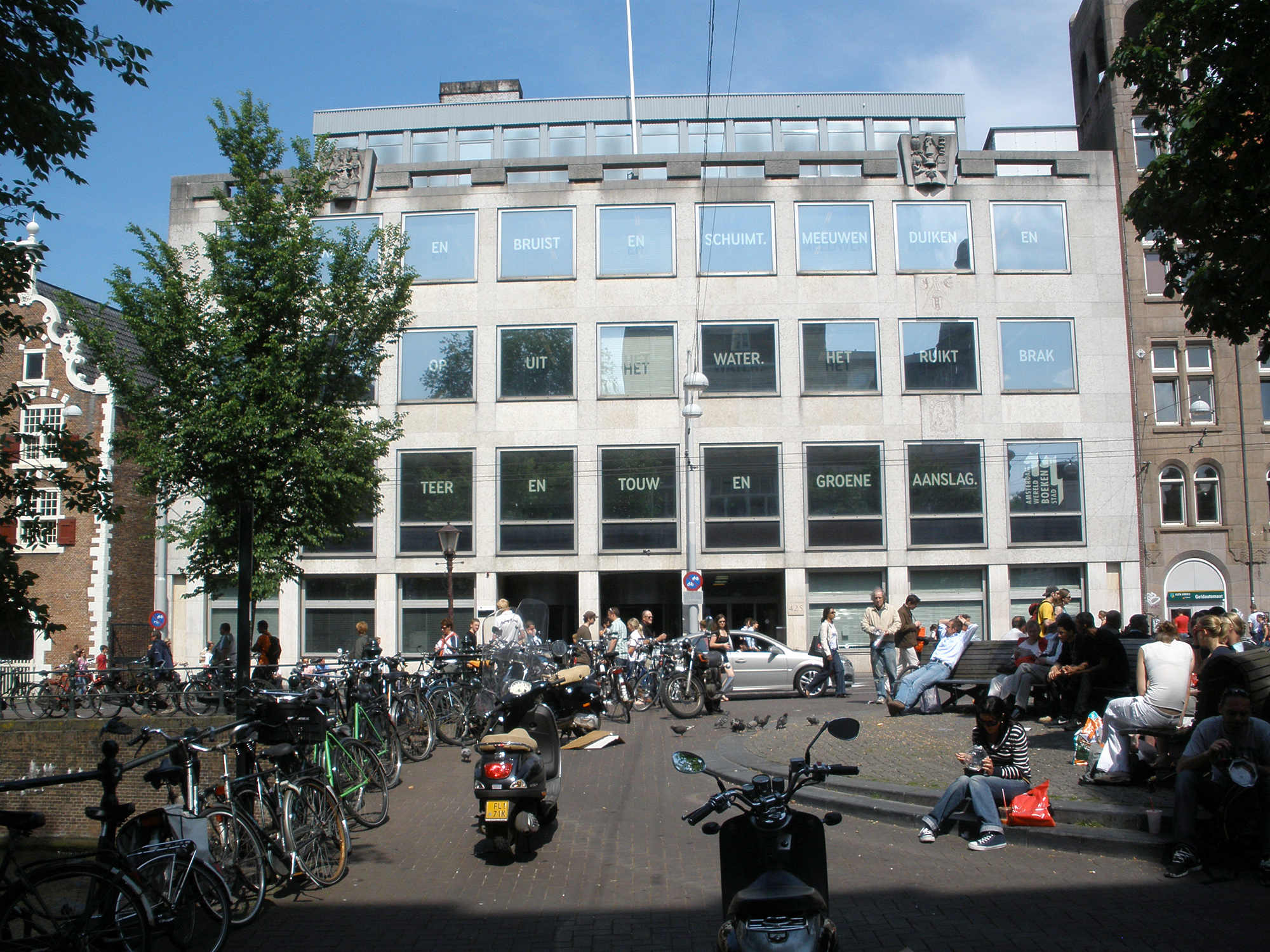
Locația Bibliotecii Universitare Amsterdam de pe Koningsplein
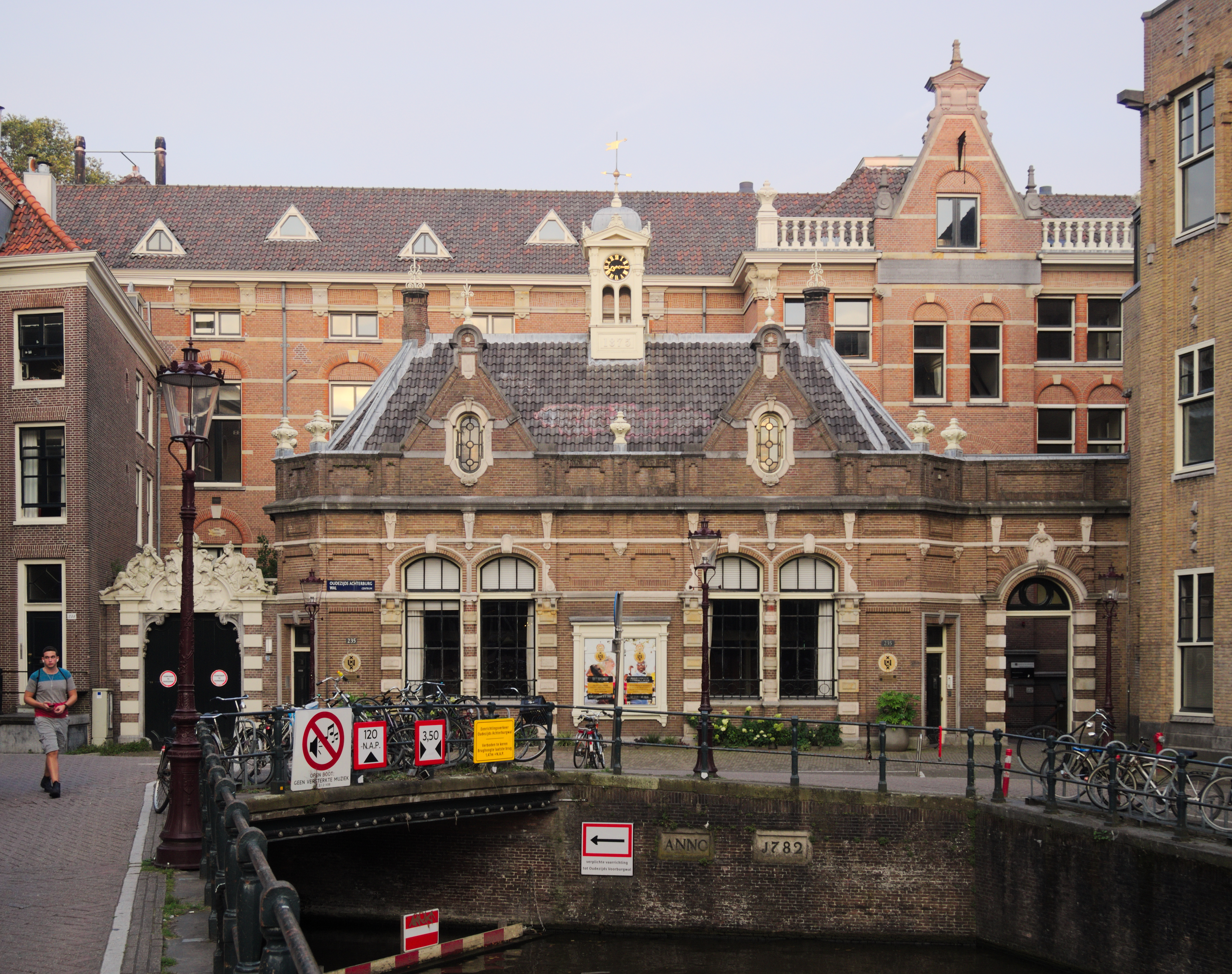
Clubul academic și cele trei mensae ale UvA de pe Grimburgwal
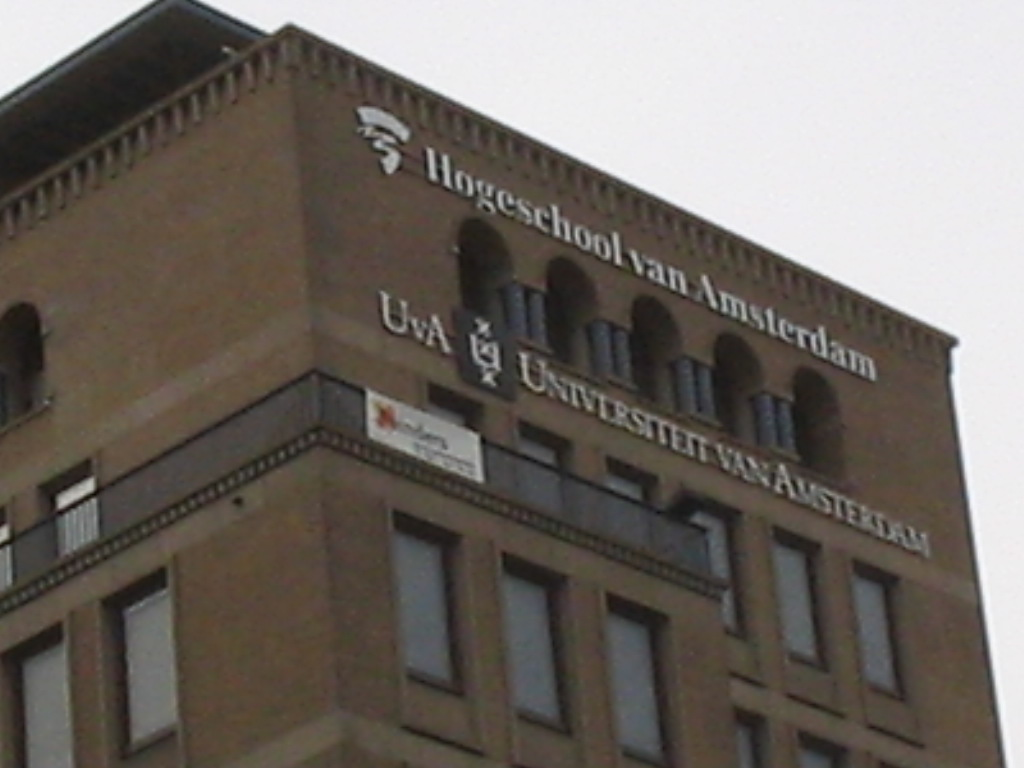
Kohnstammhuis de pe Wibautstraat

## Legături externe
- nl Site web oficial